# Cyclone Fantala
Le cyclone tropical très intense Fantala est le 8e et dernier cyclone tropical de la saison cyclonique 2015-2016 dans l'océan Indien sud-ouest. Il s'est formé le 11 avril au sud de Diego Garcia, une île du centre de l'océan Indien et, grâce à une crête subtropicale au sud, s'est déplacé vers l'ouest pendant plusieurs jours tout en gagnant en force sur des eaux chaudes et une diminution du cisaillement du vent en altitude. Tard le 17 avril, le Centre météorologique régional spécialisé cyclones de La Réunion (CMRS) de Météo-France a estimé les vents soutenus maximaux sur 10 minutes de 250 km/h. Le Joint Typhoon Warning Center (JTWC) a estimé ses vents de pointe sur une minute à 285 km/h, ce qui équivaut à une intensité de catégorie 5 sur l'échelle de Saffir-Simpson. Les deux données en font le cyclone tropical le plus intense enregistré dans le sud-ouest de l'océan Indien en termes de vents soutenus.
Tôt le 18 avril, Fantala a atteint sa pression centrale minimale de 910 hPa. Alors qu'il était proche de ce pic d'intensité, Fantala est passé près du groupe Farquhar des Seychelles, endommageant la plupart des bâtiments du petit archipel. Plus tard le 18, Fantala s'était affaibli en un cyclone tropical intense et avait ralenti son déplacement, inversant finalement sa direction de mouvement. Après avoir fluctué en intensité, le système désorganisé a de nouveau inversé la direction, se rapprochant de la pointe nord de Madagascar. Le système a dégénéré en dépression résiduelle le 24 avril qui a continué vers la Tanzanie. Là-bas, ses fortes pluies ont provoqué des inondations qui ont emporté des routes et des maisons, tuant 13 personnes. Les pluies se sont étendues plus loin au Kenya avec des effets similaires.

## Évolution météorologique
Le 9 avril, une zone de convection mal organisée persistait au sud-est de Diego Garcia. Le système s'est déplacé généralement vers l'ouest, sous l'infleunce d'une crête subtropicale, et une zone dépressionnaire s'est progressivement définie en surface. À 6 h UTC le 11 avril, le CMRS de La Réunion a classé le système en tant que perturbation tropicale Huit à environ 600 km au sud de Diego Garcia. Six heures plus tard, le CMRS l'a rehaussé à dépression tropicale à peu près en même temps que le Joint Typhoon Warning Center (JTWC) a émis une alerte de formation de cyclone tropical. Plus tard ce jour-là, le CMRS a rehaussé les système à tempête tropicale modérée nommée Fantala et le JTWC l'a classée comme cyclone tropical 19S.
Le 12 avril, le cisaillement du vent qui précédemment défavorable, a commencé à s'atténuer ce qui a permis à la structure de devenir plus symétrique. Un œil a commencé à se développer au centre de Fantala. À 12 h UTC, le CMRS a à nouveau rehaussé Fantala, cette fois à forte tempête tropicale. Six heures plus tard, le JTWC lui a donné l'équivalent d'un ouragan de catégorie 1 minimal, avec des vents soutenus sur une minute de 120 km/h. Le renforcement s'est poursuivi et tôt le 14 avril, l'œil s'est mieux défini après un cycle de remplacement du mur de l'œil.
Tôt le 15 avril, le CMFR a reclassé Fantala à un cyclone tropical intense, pendant que la tempête s'intensifiait rapidement grâce un faiblissement du cisaillement. Après avoir atteint une intensité maximale initiale avec des vents soutenus sur 10 minutes de 205 km/h à 12 h UTC ce jour-là, l'intensité s'est stabilisée pendant les 48 heures suivantes, avec ses vents soutenus fluctuant entre 195 et 215 km/h.
Le 16 avril, Fantala a viré à l'ouest-nord vers les îles du sud des Seychelles. L'intensification a repris à 12 h UTC le jour suivant, le JTWC a estimé des vents soutenus sur une minute à 270 km/h équivalent à la catégorie 5 sur l'échelle de Saffir-Simpson. Vers 15 h UTC, le cyclone a traversé le groupe Farquhar des Seychelles et son mur oculaire est passé sur plusieurs petites îles. À 18 h UTC, le CMRS a reclassé Fantala en cyclone tropical très intense selon la technique de Dvorak et l'estimation du vent soutenu dérivée par les données satellitaires était 250 km/h sur 10 minutes, alors que la pression barométrique fut estimée à 910 hPa. Cependant, une réanalyse faite plus tard a conclu que Fantala était très intense 6 heures plus tôt et que la pression centrale minimale de 910 hPa s'étaient produites à 6 h UTC le 18 avril. Le JTWC a également estimé des vents soutenus de pointe d'une minute à 285 km/h.
Tout en maintenant une intensité maximale, le déplacement vers l'ouest nord-ouest de Fantala a ralenti, alors que la crête subtropicale au sud au-dessus de Madagascar s'affaiblissait. Le cyclone est ensuite retourné vers le sud-est, retraçant son ancien parcours et des eaux plus froides résultant de la remontée d'eau froide due à son passage. Un autre cycle de remplacement du mur de l'œil l'a encore plus affaibli et il est devenu un cyclone tropical intense le 19 avril. Fantala a maintenu au moins une intensité équivalente à la catégorie 4 de l'échelle de Saffir-Simpson pendant environ 90 heures, dont environ 30 heures à la fois au statut de cyclone tropical très intense et à l'intensité équivalente à la catégorie 5. Ce jour-là, l'œil a disparu sur l'imagerie satellitaire et la tempête s'est détériorée en cyclone tropical.
L'œil s'est redéveloppé le 20 avril bien qu'un cisaillement accru ait entraîné un affaiblissement de nouveau le 21 avril. Ce jour-là, le CMRS a déclassé Fantala en tempête tropicale sévère. La structure s'est améliorée de nouveau le 22 avril et 0 h UTC, il est redevenu en cyclone tropical intense avant de rétrograder à cyclone tropical six heure plus tard. Une petite zone de convection a persisté au-dessus du centre, bien que l'air sec dans la région ait continué à affaiblir les orages.
Surveillant l'affaiblissement de Fantala, le JTWC et le MFR ont émis leurs derniers avis le 24 avril après l'avoir déclassé en dépression se comblant. Le 27 avril, un centre de surface n'était plus visible en mer et les restes convectifs de Fantala touchaient le littoral de la Tanzanie.

## Conséquences

### Maurice
Le cyclone Fantala a d'abord menacé Agaléga, une partie des îles extérieures de l'île Maurice. Les responsables gouvernementaux ont forcé les 72 résidents de l'île du Sud à évacuer vers l'île du Nord et ont fortement déconseillé aux pêcheurs de sortir en mer.

### Seychelles
Traversant les Seychelles une première fois à près de son intensité maximale, le cyclone avait des vents soutenus estimés sur 10 minutes de 250 km/h et quelques jours plus tard, il traversait à nouveau la région avec des vents soutenus estimés de 130 km/h. Fantala a été ainsi le premier cyclone tropical à menacer le groupe Farquhar depuis le cyclone Bondo en 2006. La plupart des 34 habitants de l'atoll Farquhar ont été évacués avant la tempête et ceux qui sont restés n'ont pas été blessés.
Selon les images satellites, il a été estimé que sur les 50 structures de l'atoll Farquhar, 19 ont été détruits et 27 ont subi de graves dommages. Seuls quatre bâtiments, qui ont été construits pour être à l'épreuve des cyclones après Bondo, ont résisté aux rafales estimées à 350 km/h mais ont subi des dommages modérés. De plus, de nombreux arbres de l'île ont été abattus.
En raison du passage prolongé de la tempête à travers le groupe d'îles, le gouvernement des Seychelles a déclaré les îles Farquhar comme zone sinistrée le 20 avril. Lors d'une visite aux Seychelles, le secrétaire général des Nations unies, Ban Ki-moon, a déclaré que le pays était devenu « très vulnérable aux ondes de tempête, comme nous le rappellent les récents effets dévastateurs du cyclone Fantala ». L'équipe d'enquête de la Banque mondiale a estimé les dommages à 4,5 millions de dollars US. Le lodge de pèche sportive sur l'île ne sera reconstruit qu'en mars 2017, environ 11 mois après la tempête. En avril 2017, la formation de deux nouvelles îles de sable dans le lagon de Farquhar a été attribué au cyclone. L'une d'entre elles, Derrick's sandbank, s'est agrandie pour atteindre près de 8 ha en 2023 et une végétalisation est en cours.

### Tanzanie et Kenya

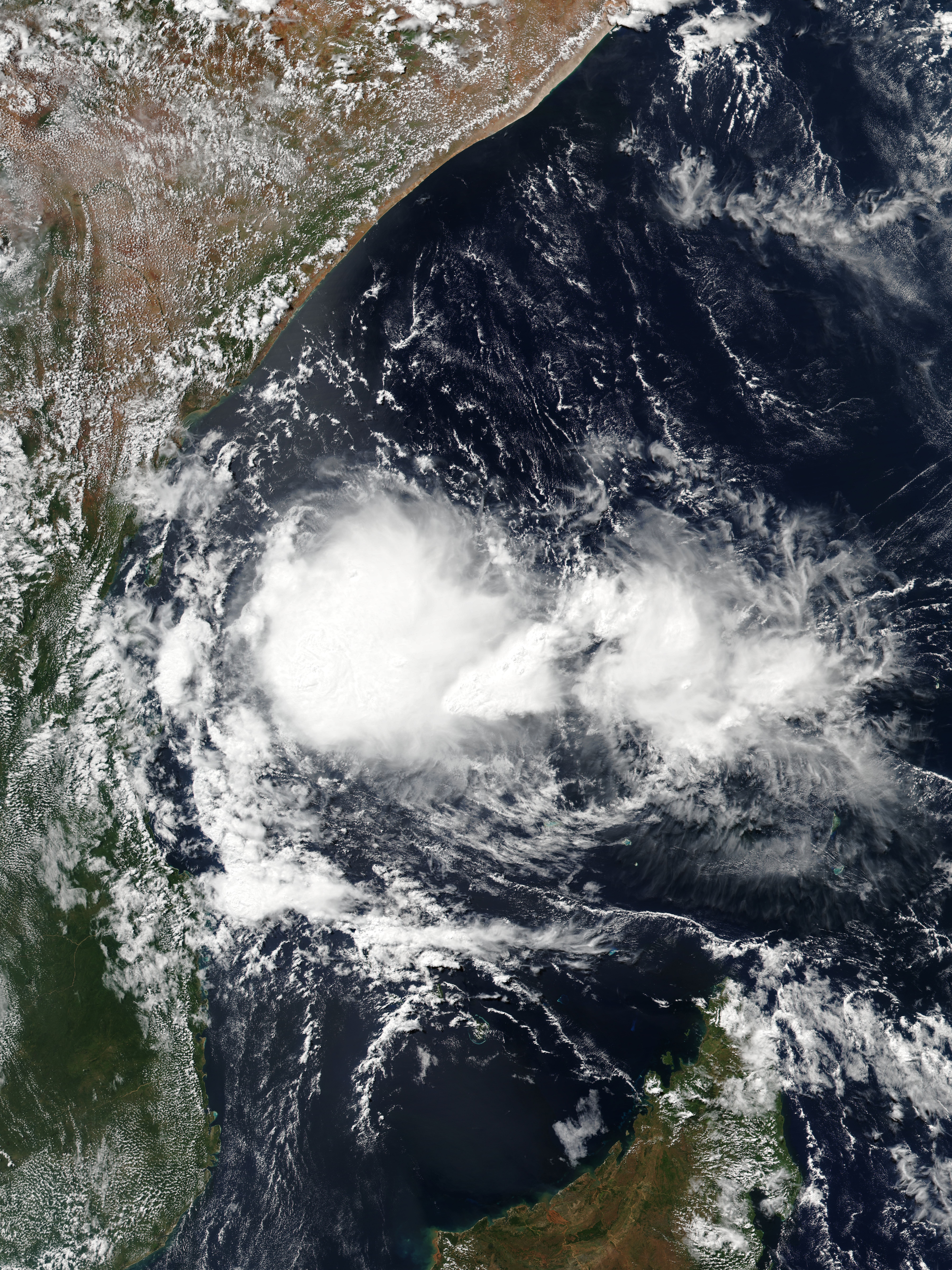
Nuages convectifs près de la côte tanzanienne le 26 avril avec l'ex-Fantala.

Les restes de Fantala ont déclenché des avertissements par l'Agence météorologique tanzanienne après que la tempête ait produit de fortes pluies. À Zanzibar, il est tombé plus de 170 mm de pluie, plus de 420 personnes se sont retrouvées sans abri, au moins 3 330 maisons ont été détruites et 2 personnes sont mortes. Dans la région du Kilimandjaro, les pluies ont provoqué des inondations, couvrant les routes, pénétrant dans les maisons et piégeant des centaines d'habitants. Les autorités ont réquisitionné des hélicoptères du parc national voisin du Kilimandjaro pour secourir les résidents. Fantala a fait 12 morts au Kilimandjaro et à Arusha, plus de 315 maisons ont été emportées par les inondations, faisant 13 933 sans-abri. Cinq personnes ont été tuées dans la région de Morogoro, toutes noyées dans des rivières en crue,. Le fleuve Umba a isolé plusieurs villages en sortant de son lit. Les inondations ont également emporté 12 073 ha de champs cultivés, incitant les autorités à acheter et à distribuer du maïs, des haricots et de l'huile de cuisson aux résidents touchés,.
La tempête a également envoyé un panache d'humidité vers le nord au Kenya où les précipitations ont atteint 133 mm à Kwale en seulement quatre heures. Cela a entraîné des inondations dans les parties côtières du Kenya, détruisant plusieurs maisons et inondant environ 10 000 ha de champs cultivés. Le port et plusieurs routes ont été fermés dans la ville de Mombasa, la deuxième plus grande ville du Kenya.

## Records
Les estimations fiables de l'intensité par satellite remontent à 1990. Avec des vents soutenus sur 10 minutes de 250 km/h estimés de cette façon, Fantala est devenu le cyclone tropical le plus puissant jamais enregistré dans le sud-ouest de l'océan Indien selon la force des vents. Selon les estimations du JTWC, le cyclone a atteint un pic de vents soutenus sur une minute de 285 km/h, dépassant le cyclone Agnielle de novembre 1995 en tant que cyclone le plus puissant jamais enregistré dans le sud-ouest de l'océan Indien selon cette mesure.
La tempête a été alimentée par le puissant événement El Niño de 2014 à 2016 qui a également contribué aux intensités record de l'ouragan Patricia dans le nord-est de l'océan Pacifique, ainsi que les cyclones Pam et Winston (en) dans le sud de l'océan Pacifique. Le cyclone Fantala avait une énergie cyclonique accumulée (ACE) de 53, la plus élevée de l'hémisphère sud jusqu'au cyclone Freddy en 2023.